# HBO Max
HBO Max is een Amerikaanse OTT-streamingdienst van Warner Bros. Discovery. De streamingdienst, die op 27 mei 2020 in de Verenigde Staten gelanceerd werd, biedt film- en televisiecontent van zowel WarnerMedia als andere film- en televisieproducenten aan.

## Geschiedenis
In oktober 2018 kondigde WarnerMedia een OTT-streamingdienst aan. Oorspronkelijk was de lancering van de streamingdienst gepland voor eind 2019, maar dat werd later veranderd in mei 2020.
In juli 2019 werd de naam HBO Max bekendgemaakt, een verwijzing naar de gelijknamige betaalzender HBO, die eveneens deel uitmaakt van WarnerMedia. Kevin Reilly werd aangesteld als "chief content officer" (CCO) van HBO Max. Voor de ontwikkeling van nieuwe content werden er samenwerkingscontracten afgesloten met de productiebedrijven van onder meer  Reese Witherspoon en Greg Berlanti.
HBO Max werd op 27 mei 2020 gelanceerd in de Verenigde Staten. Er zijn plannen om de streamingdienst vanaf 2021 ook in Latijns-Amerika en Europa uit te brengen. In Vlaanderen koos HBO er in 2021 voor om in zee te gaan met Streamz, waar voordien al inhoud van HBO op te zien was; HBO Max kwam er dus niet voorlopig onder eigen naam uit. In 2022 en 2023 werd deze deal verlengd.
Op 1 februari 2022 werd bekendgemaakt dat HBO Max service op 8 maart 2022 zal starten in Nederland.
In 2023 werd de naam van de streamingdienst veranderd naar Max. Deze naamswijziging werd doorgevoerd op 23 mei 2024 in Amerika. In februari 2024 werd deze doorgevoerd in Latijns-Amerika en vanaf 21 mei 2024 in het grootste deel van Europa. Op 11 juni werd de vernieuwde naam doorgevoerd in Polen met een lancering in Frankrijk en Monaco. In Nederland startte de vernieuwde dienst vanaf 11 juni 2024, maar wel in de oude naam HBO Max. Dit omdat Omroep MAX het merkrecht heeft op de naam Max in de Benelux. Dit is ook de reden dat Max in België als HBO Max is gelanceerd op 1 juli 2024, voorafgegaan aan een soft-lancering op 11 juni 2024.
Op 9 juli 2025 werd de internationale naam teruggedraaid van Max naar HBO Max.

## Aanbod
HBO Max biedt hoofdzakelijk content van WarnerMedia aan. Het gaat onder meer om filmproducties van Warner Bros. en televisieproducties van HBO en Warner Bros. Television. Zo beschikt HBO Max in de Verenigde Staten over de streamingrechten op de sitcom The Big Bang Theory (2007–2019). Daarnaast werden ook de Amerikaanse streamingrechten op de populaire sitcom Friends (1994–2004) van concurrent Netflix overgenomen.
Naast bestaande content biedt HBO Max onder de titel Max Originals ook nieuwe series en films aan. Zo werden onder meer de sciencefictionserie Dune: The Sisterhood (een spin-off van de film Dune (2021)), de misdaadserie Tokyo Vice en een vervolg op Gossip Girl (2007–2012) aangekondigd.
Verder biedt de streamingdienst ook content aan die afkomstig is van andere mediabedrijven. Zo werden de rechten op verscheidene BBC-producties gekocht, waaronder Doctor Who (2005–), Top Gear en The Office (2001–2003). HBO Max sloot ook een samenwerkingscontract af met het Japans animatiebedrijf Studio Ghibli.
Het sportaanbod van Eurosport wat voorheen op Discovery+ te zien was, is ook op HBO Max te zien. Hiervoor dient een extra aanvulling op het abonnement aangeschaft te worden.